# Devil (Chiodos)
Devil è il quarto album in studio del gruppo musicale post-hardcore statunitense Chiodos, pubblicato nel 2014.

## Tracce
1. U.G. Introduction – 0:53
2. We’re Talking About Practice – 3:12
3. Ole Fishlips Is Dead Now – 4:14
4. Why the Munsters Matter – 3:44
5. 3 AM – 3:35
6. Sunny Days & Hand Grenades – 3:58
7. Duct Tape – 4:58
8. Behvis Bullock – 3:01
9. Looking for a Tornado – 3:42
10. Expensive Conversations in Cheap Motels – 3:23
11. I’m Awkward & Unusual – 3:06
12. Under Your Halo – 4:26
13. I Am Everything That’s Normal – 9:19

## Formazione
- Craig Owens - voce
- Bradley Bell - tastiere, piano, sintetizzatore, programmazioni, cori
- Thomas Erak - chitarra, cori
- Pat McManaman - chitarra
- Matt Goddard - basso
- Derrick Frost - batteria